# Квадратен корен
В математиката, квадратен корен от число a е такова число y, че y2 = a. С други думи, число y, чийто квадрат е a. Например, 4 и −4 са квадратни корени на 16, защото 42 = (−4)2 = 16. Всяко неотрицателно реално число a има един-единствен неотрицателен квадратен корен, който се означава с √a, където √ се нарича корен или радикал. Така квадратният корен на 9 е 3, което се записва като √9 = 3, защото
32 = 3.3 = 9 и 3 е неотрицателно.
Всяко положително число a има два квадратни корена: √a, който е положителен, и −√a, който е отрицателен. Заедно, те се обозначават като ±√a. Въпреки че стойностите са две, обикновено под „квадратен корен“ се разбира положителната стойност. За положително a, квадратният корен може да бъде записан и в степенуван вид: a1/2.
Квадратните корени на отрицателните числа могат да бъдат изследвани в областта на комплексните числа. В по-общ смисъл, квадратните корени могат да бъдат взети предвид във всеки контекст, където се „повдига на квадрат“ (включително матрици и други и математически обекти).

## История
Съществува запазена глинена плоча от вавилонско време, датирана между 1800 и 1600 г. пр. Хр., показваща √2 и √2/2 = 1/√2. В Древна Индия повдигането на квадрат и квадратният корен са били познати преди около 800 – 500 г. пр. Хр.
Древните гърци са знаели, че квадратните корени на положителните цели числа, които не са перфектни квадрати са винаги ирационални числа, т.е. числа, които не могат да се изразят като съотношение на две цели числа. Това е описано в трактата „Елементи“ на Евклид. Специално √2 се счита, че датира от по-ранното питагорейство. Резултатът е точната дължина на диагонала на квадрат със страна 1.
Символ за квадратен корен, изписван като украсено R, е измислен от Йохан Региомонтан. Символът √ за квадратен корен е отпечатан за пръв път през 1525 г. в труд на Кристоф Рудолф.

## Свойства и приложение
Функцията на квадратен корен f(x) = √x е функция, която изразява множеството неотрицателни реални числа. От геометрична гледна точка, функцията на квадратен корен изразява площта на квадрат, съотнесена към страната му.
Квадратният корен на x е рационален само тогава, когато x е рационално число, което може да бъде представено като съотношение на два идеални квадрата. Функцията на квадратния корен изразява рационалните числа като алгебрични.
За всички реални числа x
{\displaystyle {\sqrt {x^{2}}}=\left|x\right|={\begin{cases}x,&{\mbox{if }}x\geq 0\\-x,&{\mbox{if }}x<0.\end{cases}}} (виж абсолютна стойност)
За всички неотрицателни реални числа x и y,
{\displaystyle {\sqrt {xy}}={\sqrt {x}}{\sqrt {y}}}
и
{\displaystyle {\sqrt {x}}=x^{1/2}.}
Функцията на квадратния корен е непрекъсната за всички неотрицателни x и диференцируема за всички положителни x. Ако f обозначава функцията на квадратен корен, производната ѝ се извежда така:
{\displaystyle f'(x)={\frac {1}{2{\sqrt {x}}}}.}
Редът на Тейлър на √1 + x при x = 0 е сходящ за |x| ≤ 1 и се извежда така:
{\displaystyle {\sqrt {1+x}}=\sum _{n=0}^{\infty }{\frac {(-1)^{n}(2n)!}{(1-2n)(n!)^{2}(4^{n})}}x^{n}=1+\textstyle {\frac {1}{2}}x-{\frac {1}{8}}x^{2}+{\frac {1}{16}}x^{3}-{\frac {5}{128}}x^{4}+\dots ,\!}
Квадратният корен на неотрицателно число се използва в определението за Евклидова норма, както и в генерализации като Хилбертовото пространство. Дефинира важното понятие за стандартно отклонение, което се използва в теорията на вероятностите и статистиката. Има важно приложение във формулата за корени на квадратно уравнение. Квадратните корени често присъстват в математическите формули, както и сред физичните закони.

## Изчисляване
Повечето джобни калкулатори имат бутон за квадратен корен. Компютърните електронни таблици и друг софтуер често се използват за изчисляване на квадратни корени. Джобните калкулатори обикновено използват ефективни рутинни методи, като например метода на Нютон, за да изчислят квадратния корен на положително реално число. Когато квадратния корен се изчислява чрез логаритмична таблица или чрез сметачна линия, може да се използват тъждествата
{\displaystyle {\sqrt {a}}=e^{(\ln a)/2}=10^{(\log _{10}a)/2},}
където ln и log10 са съответно естествен логаритъм и десетичен логаритъм.
На принципа проба-грешка може да се изведе квадратния корен на √a и да се намали или увеличи изпробваната стойност, докато се достигне нужната точност. За тази техника е разумно да се използва тъждеството
{\displaystyle (x+c)^{2}=x^{2}+2xc+c^{2},}
тъй като позволява да се коригира оценката x чрез c и да се измери квадрата на корекцията според първоначалната оценка и квадрата ѝ. Освен това, (x + c)2 ≈ x2 + 2xc когато c клони към 0, защото допирателната към графиката на x2 + 2xc + c2 за c=0, като функция само на c, е y = 2xc + x2. Следователно малки корекции на x могат да бъдат предвидени, нагласяйки 2xc да е a или c=a/(2x).
Най-широко използваният итеративен метод за изчисление на квадратен корен на ръка се нарича „вавилонски метод“ или „метод на Херон“, по името на гръцкия философ Херон, който го описва за пръв път. Методът използва същата итеративна схема като методът на Нютон-Рафсън, когато се приложи към функцията y = f(x) = x2 − a, позовавайки се на факта, че наклона ѝ във всяка точка е dy/dx = f'(x) = 2x. Алгоритъмът е да се повтаря просто изчисление, което води до число по-близко до истинския квадратен корен всеки път, когато се повтаря, използвайки резултата като нова входна информация. Мотивацията за това е, че ако x е надценка на квадратния корен на неотрицателно реално число a, тогава a/x ще е подценка и така средно аритметичното на тези две числа е по-добро приближение от което и да е от двете. Все пак, неравенството между аритметичното и геометричното средно аритметично сочи, че това усредняване е винаги надценка на квадратния корен и така то може да служи като нова надценка, с която да се повтори процеса, който конвергира впоследствие на последователните надценки и подценки, които стават все по-близки с всяка итерация. За да се намери x:
1. Започва се с произволно положително число x. Колкото по-близко е до квадратния корен на a, толкова по-малко итерации ще са нужни за да се постигне желаната точност.
2. Замества се x със средно аритметичното (x + a/x) / 2 между x и a/x.
3. Повтаря се стъпка 2, използвайки полученото средно аритметично като нова стойност за x.

Ако случайно предположение √a е x0 и xn + 1 = (xn + a/xn) / 2, тогава всяко xn е приближение на √a, което е по-добре за големи n, отколкото за малки n. Ако a е положително, сходимостта е квадратична, което означава, че достигайки границата, броят верни числа се удвоява с всяка следваща итерация.
Ако a = 0, то сходимостта е само линейна.
Използвайки тъждеството
{\displaystyle {\sqrt {a}}=2^{-n}{\sqrt {4^{n}a}},}
изчисляването на квадратния корен на положително число може да бъде намалено до изчисляването на корена на число в граници [1,4). Това опростява намирането на начална стойност за итеративния метод.
Времевата сложност на изчисляването на квадратен корен с n цифри точност е еквивалентна на тази при умножаването на две n-цифрени числа.
Името на функцията, изчисляваща квадратен корен, варира у програмните езици, като sqrt се използва в C, C++ и производни езици като JavaScript, PHP и Python.

## Квадратни корени на отрицателни и комплексни числа
Квадрата на всяко положително или отрицателно число е положителен, а квадрата на 0 е 0. Следователно никое отрицателно число не може да има реален квадратен корен. Все пак, решения на квадратния корен от отрицателно число могат да бъдат намерени в комплексната област. Това става чрез въвеждането на ново число, обозначавано с i (понякога с j, особено в електротехниката, където i обозначава големината на тока) и наричано имагинерна единица. То се дефинира така: i2 = −1. Така може да се мисли за i като за квадратния корен на −1, но трябва да се отбележи също и че (−i)2 = i2 = −1 и така −i е също квадратния корен на −1. Ако x е неотрицателно число, то квадратния корен на −x е
{\displaystyle {\sqrt {-x}}=i{\sqrt {x}}.}
Дясната страна е наистина квадратния корен на −x, тъй като
{\displaystyle (i{\sqrt {x}})^{2}=i^{2}({\sqrt {x}})^{2}=(-1)x=-x.}
За всяко ненулево комплексно число z съществуват точно две числа w, такива че w2 = z: квадратния корен на z и отрицателния му.

### Квадратен корен на имагинерно число
Квадратния корен на i се получава от
{\displaystyle {\sqrt {i}}={\frac {1}{2}}{\sqrt {2}}+i{\frac {1}{2}}{\sqrt {2}}={\frac {\sqrt {2}}{2}}(1+i).}
Резултатът може да бъде получен алгебрично, като се намерят такива a и b, че
{\displaystyle i=(a+bi)^{2}\!}
или еквивалентно
{\displaystyle i=a^{2}+2abi-b^{2}.\!}
Оттук получаваме система от две уравнения
{\displaystyle {\begin{cases}2ab=1\!\\a^{2}-b^{2}=0\!\end{cases}}}
с решения
{\displaystyle a=b=\pm {\frac {1}{\sqrt {2}}}.}
Резултатът може също да бъде получен, използвайки формулата на Моавър и използвайки
{\displaystyle i=\cos \left({\frac {\pi }{2}}\right)+i\sin \left({\frac {\pi }{2}}\right)}
което дава резултат
{\displaystyle {\begin{aligned}{\sqrt {i}}&=\left(\cos \left({\frac {\pi }{2}}\right)+i\sin \left({\frac {\pi }{2}}\right)\right)^{\frac {1}{2}}\\&=\cos \left({\frac {\pi }{4}}\right)+i\sin \left({\frac {\pi }{4}}\right)\\&={\frac {1}{\sqrt {2}}}+i\left({\frac {1}{\sqrt {2}}}\right)={\frac {1}{\sqrt {2}}}(1+i)\\\end{aligned}}}

### Квадратен корен на комплексно число
За да се намери дефиниция за квадратния корен, която да позволява последователно да се избира една и съща стойност, наречена главна стойност, може да се наблюдава, че всяко комплексно число x + iy може да бъде разгледано като точка в равнина, (x, y), изразена чрез Декартови координати. Същата точка може да бъде изразена чрез полярни координати като двойката (r, φ), където r ≥ 0 е разстоянието на точката от началото, а φ е ъгълът, който се образува между правата от началото до точката и положителната реална ос x. В комплексния анализ тази стойност обикновено се записва като r eiφ. Ако
{\displaystyle z=re^{i\varphi }{\text{ с }}-\pi <\varphi \leq \pi ,}
то квадратния корен от z може да се дефинира така:
{\displaystyle {\sqrt {z}}={\sqrt {r}}\,e^{i\varphi /2}.}
Функцията на квадратния корен, следователно, може да бъде дефинирана, използвайки неположителната реална ос. Функцията е холоморфна навсякъде, освен в множеството на неположителните реални числа (при отрицателните реални числа тя дори не е непрекъсната). Редът на Тейлър от по-горе за √1 + x остава валиден за комплексни числа x с |abs|x < 1.
Горното може да бъде изразено чрез тригонометрични функции:
{\displaystyle {\sqrt {r\left(\cos \varphi +i\,\sin \varphi \right)}}={\sqrt {r}}\left[\cos {\frac {\varphi }{2}}+i\sin {\frac {\varphi }{2}}\right]}

### Алгебрична формула
Когато числото е изразено чрез Декартови координати, следната формула може да бъде използвана за квадратния корен:
{\displaystyle {\sqrt {z}}={\sqrt {\frac {|z|+\operatorname {Re} (z)}{2}}}\pm i\ {\sqrt {\frac {|z|-\operatorname {Re} (z)}{2}}},}
където сигнумът на имагинерната част на корена се взима така, че да е същият като сигнумът на имагинерната част на първоначалното число или положителен при нула. Реалната част на главната стойност е винаги неотрицателна.

## Квадратен корен от матрици и оператори
Ако A е положително определена матрица или оператор, то съществува точна една положителна определена матрица или оператор B с B2 = A, след което се изразява A1/2 = B. По принцип матриците могат да имат много квадратни корени или дори безкрай. Например единичната матрица 2 × 2 има безкрай квадратни корени, макар и само един от тях да е положително определен.